# Ma’nū
Ma’nū ist ein von wenigen Inschriften bezeugter Herrscher von Hatra, der um 115 bis 117 regierte. Nur in einer Inschrift führt er den Herrschertitel mry’. Es handelt sich um eine dreiseitig beschriebene Statuenbasis. Die Inschriften auf den beiden anderen Seiten der Basis nennen die Jahre 148/149 und 156/157. Da für diese Jahre jedoch schon Herrscher von Hatra belegt sind, amtierte Ma’nū eventuell früher. Tatsächlich erwähnt Cassius Dio (68,21,1) in seinen Berichten zu den Ereignissen, die dem Partherfeldzug von Trajan vorausgingen, auch einen Herrscher (phylarchos) von Arabien mit dem Namen Mannos, bei dem es sich wohl um ebendiesen Ma’nū handelt.